# Bogowie z kosmosu
Bogowie z kosmosu, Według Ericha von Dänikena, Ekspedycja (niem. Die Götter aus dem All) – seria komiksowa, powstała w latach 1978–1982 na zlecenie niemieckiego wydawnictwa Econ. Autorami scenariusza byli Arnold Mostowicz i Alfred Górny, zaś rysunki wykonał Bogusław Polch. Oparta była na poglądach Ericha von Dänikena, głoszących, że w zamierzchłych czasach Ziemię odwiedzili przedstawiciele cywilizacji pozaziemskiej.

## Geneza serii
Pomysł serii narodził się w 1977, gdy Alfred Górny, ówczesny dyrektor wydawnictwa Sport i Turystyka nawiązał współpracę z niemieckim Econ Verlag. Pierwotnie rysownikiem serii miał być Grzegorz Rosiński, zrezygnował jednak po otrzymaniu propozycji pracy nad Thorgalem. Rozważany był także Jerzy Wróblewski. Ostatecznie pracą nad rysunkami zajął się polecony przez Rosińskiego Bogusław Polch.

## Tytuł
Bogowie z kosmosu jest oryginalnym tytułem niemieckim, który w pierwszym polskim wydaniu się nie pojawił. Seria znana była najbardziej jako Według Ericha von Dänikena ponieważ ten tekst figurował (razem ze zdjęciem rzeczonego) na każdej okładce. Materiał został wznowiony w wydaniu zbiorczym pod tytułem Ekspedycja.

## Fabuła

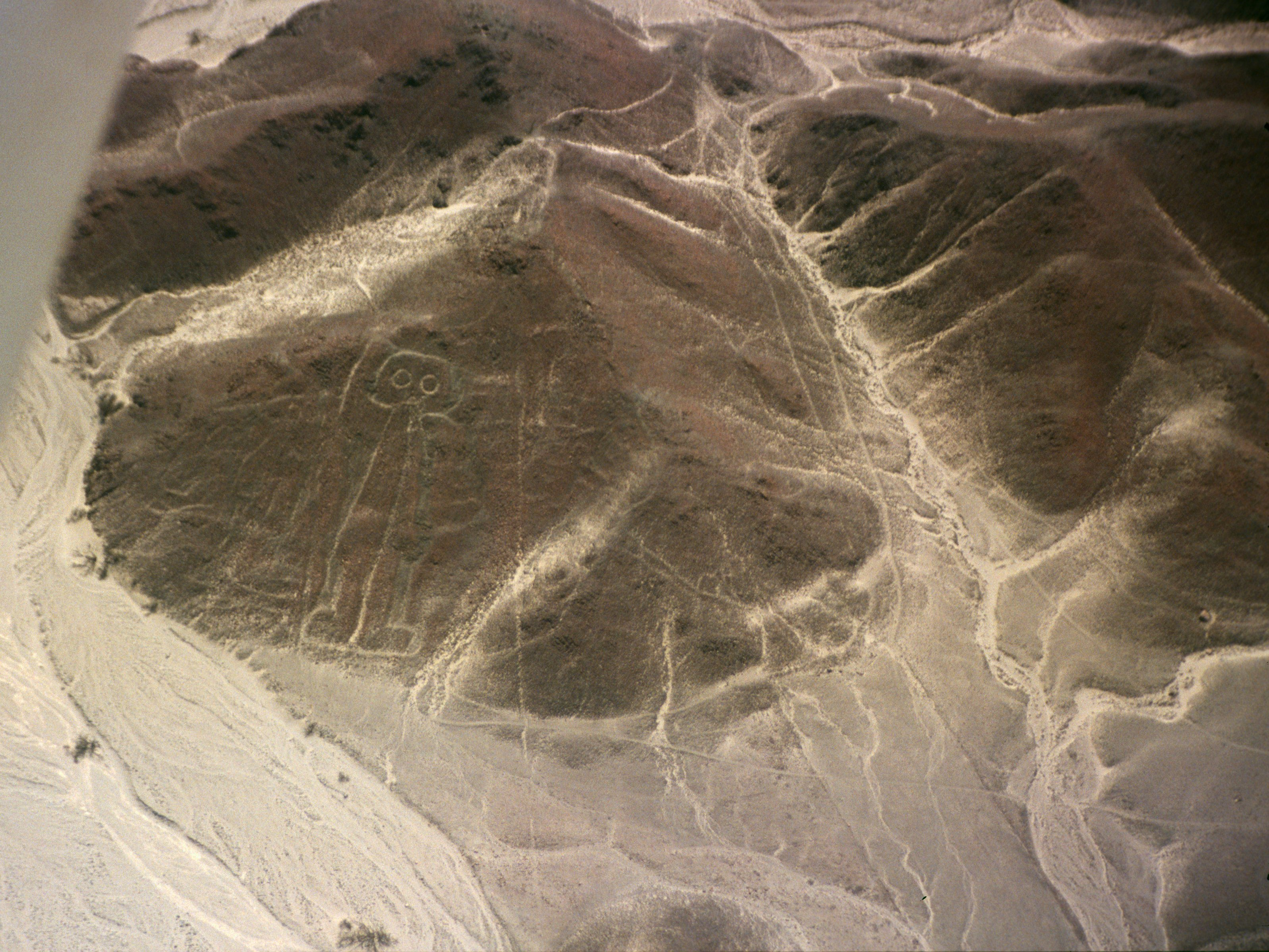
Jeden z rytów na płaskowyżu Nazca – „Astronauta”

W czasach prehistorycznych na Ziemię przybywa ekspedycja z odległej planety Des. Jej dowódcą jest kobieta imieniem Ais. Ma na celu znalezienie istot, u których można by rozwinąć inteligencję. Pierwsze próby okazują się nieudane – bazę kosmitów w Andach niszczy wybuch wulkanu. Jednak dzięki pomocy członków dwóch kolejnych ekspedycji (Enesa oraz Ramy), udaje się kontynuować prace na Wielkiej Wyspie.
Przed załogą Ais staje wiele wyzwań, przede wszystkim problemów wewnętrznych, spowodowanych najpierw przez bunt jednego z zastępców, a potem przez otwartą wojnę, prowadzoną przez Sathama, szalonego naukowca i jego popleczników.
Kiedy wydaje się, że eksperyment zakończył się sukcesem, Wielki Mózg, najwyższa władza na Des, podejmuje decyzję o zniszczeniu pracy Ais i jej kolegów. Wielka Wyspa zostaje zatopiona uderzeniem meteorytu, jednak ludzie, dzięki pomocy swoich opiekunów z kosmosu, mają szansę uciec i osiedlić się na innych terenach. Za tę niesubordynację Ais zostaje ukarana odsunięciem od prac w ekspedycji. Jej miejsce zajmuje jej klon, Aistar, która prowadzi dalej obserwacje stworzonej przez swoją protoplastkę cywilizacji, kontynuując jednocześnie walkę z Sathamem.

### Postacie
- Ais – dowódca pierwszej wyprawy na Ziemię, główna bohaterka serii. Za nieposłuszeństwo wobec Wielkiego Mózgu zostaje odsunięta od działań na Niebieskiej Planecie (pierwszy raz pojawia się w albumie Lądowanie w Andach)
  - Aistar – klon oryginalnej Ais, wersja młodsza i (teoretycznie) bardziej posłuszna Wielkiemu Mózgowi (pierwszy raz pojawia się w albumie Planeta pod kontrolą)
- Zan – genialny i wszechstronny uczony, kierownik naukowy pierwszej wyprawy (pierwszy raz pojawia się w albumie Lądowanie w Andach)
- Chat – jeden z zastępców Ais w czasie pierwszej wyprawy. Za nieposłuszeństwo wobec Wielkiego Mózgu zostaje ukarany śmiercią (pojawia się w albumach Lądowanie w Andach, Bunt olbrzymów oraz Zagłada Wielkiej Wyspy)
- Satham – szalony naukowiec, przeciwnik rozwoju istot rozumnych, toczący ustawiczną walkę z Ais i jej współpracownikami (pierwszy raz pojawia się w albumie Ludzie i potwory). Działa razem z dwoma asystentami i pomocnikami, Azazelem i Tamielem
- Rama – dowódca trzeciej wyprawy na Ziemię, uwięziony wraz z załogą przez Sathama. Po odzyskaniu wolności poświęca swoje życie w walce z Insektami (pojawia się w albumach Ludzie i potwory oraz Walka o planetę)
- Marduk – naukowiec, towarzysz Aistar, pełniący u jej boku podobną rolę, co Zan u boku Ais (pierwszy raz pojawia się w albumie Planeta pod kontrolą)

Oprócz kosmitów z Des, w serii pojawia się wiele postaci o rodowodzie mitycznym i legendarnym, takich jak Matuzalem, Noe, Sargon i inni.

## Nawiązania
Scenariusz, oparty na teoriach Dänikena o wizycie obcej cywilizacji na Ziemi, zgrabnie wplata w akcję wydarzenia znane z legend, eposów i tekstów religijnych, a także niewyjaśnione dotąd zjawiska.
Niektóre z nawiązań to:
- ryty naskalne na płaskowyżu Nazca
- rysunki naskalne przedstawiające kosmitów
- walka bohaterów opisana w eposie Ramajana
- wątek gigantów, o których wspomina Księga Henocha
- legenda Atlantydy
- wieża Babel, zagłada Sodomy i Gomory, potop, przejście przez Morze Czerwone
- tajemnicze wierzenia Dogonów
- Bateria z Bagdadu
- bóstwa / demony: Rama, Isztar, Oanes, Szatan, Azazel, Tamiel, Marduk i wiele innych.

## Wydania
Oryginalne wydanie niemieckie wychodziło od 1978 do 1982 roku. Seria zdobyła sporą popularność, co skutkowało jej wydaniem ogółem w 12 językach, osiągając w Polsce łączny nakład ponad półtora miliona egzemplarzy.

### Wydania albumowe
1. Lądowanie w Andach (1978, wyd. polskie KAW 1982)
2. Ludzie i potwory (1978, wyd. polskie KAW 1984)
3. Walka o planetę (1978, wyd. polskie KAW 1985)
4. Bunt olbrzymów (1978, wyd. polskie KAW 1986)
5. Zagłada Wielkiej Wyspy (1978, wyd. polskie KAW 1987)
6. Planeta pod kontrolą (1978, wyd. polskie KAW 1990)
7. Tajemnica piramidy (1982, wyd. polskie KAW 1990)
8. Ostatni rozkaz (1982, w Polsce nieopublikowany w formie albumowej ze względu na upadłość KAW[potrzebny przypis]. Fragmenty opublikowano w magazynie KRON, 1999)

### Wydania zbiorcze
- Ekspedycja wydanie dwutomowe, wyd. Muza SA, 2003, ISBN 83-7319-405-3

Tom 1 zawiera albumy: Lądowanie w Andach, Ludzie i potwory, Walka o planetę, Bunt olbrzymów, tom 2 zawiera albumy: Zagłada Wielkiej Wyspy, Planeta pod kontrolą, Tajemnica piramidy oraz po raz pierwszy publikowany w całości Ostatni rozkaz
- Ekspedycja. Bogowie z kosmosu wydanie jednotomowe, wyd. Prószyński Media, 2015, ISBN 978-83-7961-218-5[8]

Zawiera wszystkie albumy